# La maschera sul cuore
La maschera sul cuore è un film del 1942 diretto da Abel Gance.

## Trama
Il barone di Sigognac, ormai caduto in disgrazia, si unisce ad una compagnia di attori girovaghi dove inventa il personaggio di Capitan Fracassa che riscuote un immediato ed enorme successo. Si innamora di Isabella, la giovane attrice, la quale è contesa dal duca di  Vallombrosa.